# Александровская волость (Томский уезд)
Александровская во́лость — административно-территориальная единица, входившая в состав Томского уезда (округа) Томской губернии с 1913 по 1925 годы. Одна из нескольких одноимённых волостей губернии.
Административный центр — село Александровское на речке Омутная (ныне это село в составе Малиновского сельского поселения Томского района Томской области).

## Управление
В период до установления советской власти волость имела аппарат волостного правления, традиционный для таких административно-территориальных единиц Российской империи. Решение о создании волости было принято на сельском сходе в 1913 году, волость создана выделением части северных территорий из состава Семилуженской волости.
С приходом в Томский уезд частей 5-й армии РККА в конце декабря 1919 года, с января 1920 было сформировано новое управление. Под руководством и координацией территориального райкома РКП(б) исполнительную власть стал осуществлять Исполнительный комитет Совета рабочих, крестьянских и красноармейских депутатов. Были созданы волостной военкомат, волостной отдел милиции, а также Александровский сельский совет (сельсовет). После реформы районирования и упразднения волостей (1925), были расформированы волисполком, волвоенкомат, волотдел милиции — их функции были переданы в соответствующие органы, вновь формируемые в районном центре. В селе Александровском до 1993 года продолжал действовать сельсовет.

## Территория в настоящее время
Территория бывшей волости является частью северо-восточных земель Томского района Томской области (административный центр и района и области — город Томск).

## Расположение
Волость объединяла окрестные сёла и деревни, преимущественно созданные переселенцами-староверами, северо-восточнее Томска. От Томска село Александровское находится в северо-восточном направлении на расстоянии (по прямой) 42 км (38 вёрст), по дорогам расстояние составляло ок. 50 км (ок. 47 вёрст).
Волость граничила с волостями только Томского уезда.
Окружение волости в 1913 году:
| северо-запад: Петропавловская волость | север: Ново-Кусковская волость | северо-восток: Ново-Кусковская волость                       |
| запад: Петропавловская волость        | Александровская волость        | восток: Ново-Кусковская волость (Воронино-Пашенская волость) |
| юго-запад: Семилужская волость        | юг: Семилужская волость        | юго-восток: Семилужская, Воронино-Пашенская волость          |